# Ivan Alves Júnior
Ivan Alves Júnior (Belo Horizonte, 19 luglio 1972) è un allenatore di calcio a 5, giocatore di calcio a 5 ed ex calciatore brasiliano.
In Brasile è conosciuto come solo Ivan mentre in Europa con il cognome paterno Júnior.

## Carriera

### Giocatore

#### Calcio
Inizia a giocare con il pallone all'età di 7 anni in un campo di terra battuta a Belo Horizonte alternando fin dall'inizio calcio e calcio a 5. Nel calcio a 11 gioca due campionati in Série B con la maglia del Guarani, con cui ottiene una promozione nel massimo campionato statale mineiro.

#### Calcio a 5
A vent'anni passa definitivamente al calcio a 5; nella stagione 1997 vince la Liga Futsal con l'Atlético Mineiro. Su suggerimento del connazionale Alessandro Barros viene acquistato dall'Augusta; in neroverde rimarrà tre stagioni, vincendo nel 1999-00 il titolo di capocannoniere della Serie A. Nel 2000 si trasferisce alla Roma RCB di Fulvio Colini: il mister sarà una figura chiave nella definitiva maturazione del giocatore, completandone il bagaglio tecnico fino allora piuttosto carente in fase difensiva. Nella capitale si trattiene due stagioni, vincendo anche uno scudetto. Dopo una parentesi senza grandi soddisfazioni nelle file dell'Atiesse in Serie A2, nella stagione 2003-04 raggiunge Colini al Nepi con cui vince il campionato di Serie A2, e l'anno successivo la Coppa Italia, sconfiggendo in finale i campioni d'Italia dell'Arzignano. Nel 2006 segue Colini al Montesilvano con cui vince in quattro stagioni una Coppa Italia e uno scudetto. Per la stagione 2010-11 si accorda con la Canottieri Lazio in Serie B con cui vince al primo tentativo sia il campionato sia la Coppa Italia di categoria. L'anno seguente conduce a suon di gol i capitolini alla promozione nella massima serie, guadagnata grazie alla vittoria dei play-off di Serie A2. Lo scioglimento della società non impedisce a Júnior di ritrovare i parquet della Serie A, calcati nuovamente con il Montesilvano nella stagione 2012-13. Nonostante il ridimensionamento della caiana, il pivot accetta di rimanere in Abruzzo anche per la stagione successiva, contribuendo - come già avvenuto con la Canottieri Lazio - alla vittoria del campionato di Serie B e della Coppa Italia di Serie B. Per il biennio successivo si accorda con i concittadini della Real Dem: la squadra centra due promozioni consecutive, passando dalla Serie C1 regionale alla Serie A2. Il brasiliano rinuncia nuovamente alla seconda serie, trasferendosi per la terza volta al Montesilvano, ritornato nel frattempo in Serie B. L'8 gennaio 2018 l'Acqua&Sapone annuncia il tesseramento del giocatore, già allenatore del settore giovanile, che dunque torna a giocare in Serie A a 45 anni compiuti.

### Allenatore
Nella stagione 2016-17 alterna il ruolo di giocatore con quello di allenatore della formazione Allievi del Montesilvano. Lo stesso ruolo ricopre nella stagione successiva all'Acqua&Sapone.

## Palmarès

### Club
- Campionato brasiliano: 3

Atlético Mineiro: 1997
- Campionato italiano: 3

Roma RCB: 2000-01
Montesilvano: 2009-10
A&S: 2017-18
- Coppa Italia: 2

Nepi: 2004-05
Montesilvano: 2006-07
- Campionato di Serie B: 3

Canottieri Lazio: 2010-11
Montesilvano: 2013-14
Real Dem: 2015-16
- Coppa Italia di Serie B: 2

Canottieri Lazio: 2010-11
Montesilvano: 2013-14

### Individuale
- Capocannoniere della Serie A: 2

Augusta: 1999-00
Montesilvano: 2007-08